# Tour de la Comunidad Europea 1990
La 28.ª edición del Tour del Porvenir (nombre oficial en francés: Tour de la Communauté Européenne o en español Tour de la CEE) fue una carrera de ciclismo en ruta por etapas que se celebró entre el 6 y el 15 de septiembre de 1990 con inicio en Roubaix (Francia) y final en Luxemburgo. La carrera recorrió un total de 5 países (Francia, Bélgica, Países Bajos, Alemania Occidental y Luxemburgo) sobre una distancia total de 1369 kilómetros.
La carrera fue ganada por el ciclista belga Johan Bruyneel del equipo Lotto-Super Club. El podio lo completaron los ciclistas franceses Martial Gayant y Laurent Jalabert ambos del equipo Toshiba.

## Equipos participantes
Tomaron parte en la carrera 25 equipos de 6 corredores cada uno de los cuales 10 fueron equipos nacionales amateurs y 15 equipos profesionales:
| Equipos profesionales (15) - Banesto - B.H. - Buckler - Castorama-Raleigh - Festina - Histor-Sigma - Lotto-Superclub - Panasonic-Sportlife - Recer-Boavista - R.M.O.-Mavic-Libéria - SEFB - Stuttgart-Mercedes-Merckx-Puma - Toshiba - TVM-Yoko - Z Equipos nacionales amateur (9) - Alemania Occidental - República Democrática Alemana - Bélgica - Checoslovaquia - Estados Unidos - Francia - Países Bajos - Portugal - Suecia Equipo mixto amateur - Irlanda-Luxemburgo |  |
| |  |

## Etapas
| Etapa      | Fecha     | Recorrido                         | Distancia (km) | Ganador            | Líder          |
| ---------- | --------- | --------------------------------- | -------------- | ------------------ | -------------- |
| 1.ª etapa  | 6 de sep  | Roubaix – Roubaix                 | 5,2            | Rolf Gölz          | Rolf Gölz      |
| 2.ª etapa  | 7 de sep  | Leers – Profondeville             | 190            | Herman Frison      | Rolf Gölz      |
| 3.ª etapa  | 8 de sep  | Profondeville – Fléron            | 164            | Jesper Skibby      | Rolf Gölz      |
| 4.ª etapa  | 9 de sep  | Fléron – Valkenburg aan de Geul   | 139            | Philippe Bouvatier | Martial Gayant |
| 5.ª etapa  | 10 de sep | Valkenburg aan de Geul – Coblenza | 140            | Joël Pelier        | Martial Gayant |
| 6.ª etapa  | 11 de sep | Coblenza – Pirmasens              | 204            | Eric Vanderaerden  | Martial Gayant |
| 7.ª etapa  | 12 de sep | Saverne – Kaysersberg             | 166            | Bjarne Riis        | Martial Gayant |
| 8.ª etapa  | 13 de sep | Kaysersberg – Saverne             | 180            | Martial Gayant     | Martial Gayant |
| 9.ª etapa  | 14 de sep | Forbach – Luxemburgo              | 125            | Bjarne Riis        | Martial Gayant |
| 10.ª etapa | 15 de sep | Luxemburgo – Luxemburgo           | 13             | Jesper Skibby      | Johan Bruyneel |

## Clasificaciones finales
Las clasificaciones finalizaron de la siguiente forma:

### Clasificación general
| Clasificación general |                    |                      |                  |
| Ciclista              | Ciclista           | Equipo               | Tiempo           |
| --------------------- | ------------------ | -------------------- | ---------------- |
| 1.º                   | Johan Bruyneel     | Lotto-Super Club     | 34 h 45 min 54 s |
| 2.º                   | Martial Gayant     | Toshiba              | + 3 s            |
| 3.º                   | Laurent Jalabert   | Toshiba              | + 18 s           |
| 4.º                   | Christophe Manin   | R.M.O.-Mavic-Liberia | + 2 min 24 s     |
| 5.º                   | Dominique Arnould  | Castorama            | + 2 min 29 s     |
| 6.º                   | Philippe Bouvatier | R.M.O.-Mavic-Liberia | + 2 min 43 s     |
| 7.º                   | Eddy Bouwmans      | Panasonic-Sportlife  | + 2 min 48 s     |
| 8.º                   | Aitor Garmendia    | Banesto              | + 3 min 08 s     |
| 9.º                   | Viatcheslav Ekimov | Panasonic-Sportlife  | + 3 min 14 s     |
| 10.º                  | Laurent Brochard   | Francia              | + 3 min 30 s     |

### Clasificación por puntos
| Clasificación por puntos |                  |          |        |
| Ciclista                 | Ciclista         | Equipo   | Puntos |
| ------------------------ | ---------------- | -------- | ------ |
| 1.º                      | Laurent Jalabert | Toshiba  |        |
| 2.º                      | Martial Gayant   | Toshiba  |        |
| 3.º                      | Jesper Skibby    | TVM-Yoko |        |

### Clasificación de la montaña
| Clasificación de la montaña |                |                  |        |
| Ciclista                    | Ciclista       | Equipo           | Puntos |
| --------------------------- | -------------- | ---------------- | ------ |
| 1.º                         | Martial Gayant | Toshiba          |        |
| 2.º                         | Johan Bruyneel | Lotto-Super Club |        |
| 3.º                         | Miguel Arroyo  | Z                |        |

### Clasificación por equipos
| Clasificación por equipos |                      |        |
| Equipo                    | Equipo               | Tiempo |
| ------------------------- | -------------------- | ------ |
| 1.º                       | Toshiba              |        |
| 2.º                       | R.M.O.-Mavic-Libéria |        |
| 3.º                       | Castorama            |        |